# Gobiosoma
Gobiosoma is een geslacht van straalvinnige vissen uit de familie van grondels (Gobiidae). Het geslacht is voor het eerst wetenschappelijk beschreven in 1858 door Girard.

## Soorten
- Gobiosoma bosc (Lacépède, 1800)
- Gobiosoma chiquita (Jenkins & Evermann, 1889)
- Gobiosoma ginsburgi Hildebrand & Schroeder, 1928
- Gobiosoma grosvenori (Robins, 1964)
- Gobiosoma hemigymnum (Eigenmann & Eigenmann, 1888)
- Gobiosoma hildebrandi (Ginsburg, 1939)
- Gobiosoma homochroma (Ginsburg, 1939)
- Gobiosoma longipala Ginsburg, 1933
- Gobiosoma nudum (Meek & Hildebrand, 1928)
- Gobiosoma paradoxum (Günther, 1861)
- Gobiosoma parri Ginsburg, 1933
- Gobiosoma robustum Ginsburg, 1933
- Gobiosoma schultzi (Ginsburg, 1944)
- Gobiosoma spes (Ginsburg, 1939)
- Gobiosoma spilotum (Ginsburg, 1939)
- Gobiosoma yucatanum Dawson, 1971